# Ray Reed
 Ray Reed  va ser un pilot de curses automobilístiques sud-africà que va arribar a disputar curses de Fórmula 1.
Va néixer a Gwelo, Rhodesia i va morir l'1 de gener de 1965 a Sud-àfrica en un accident aeri just abans de disputar la seva cursa de debut a la F1.

## A la F1
Ray Reed va debutar a la primera cursa de la temporada 1965 (la setzena temporada de la història) del campionat del món de la Fórmula 1, disputant l'1 de gener del 1965 el GP de Sud-àfrica al circuit d'East London.
Va participar en una única prova del campionat, no aconseguint finalitzar cap cursa i no assolint cap punt pel campionat del món de pilots.

## Resultats a la Fórmula 1
| Any  | Equip             | Xassís | Motor                 | 1       | 2   | 3   | 4   | 5   | 6   | 7   | 8   | 9   | 10  | Posició | Punts |
| ---- | ----------------- | ------ | --------------------- | ------- | --- | --- | --- | --- | --- | --- | --- | --- | --- | ------- | ----- |
| 1965 | Ray's Engineering | RE     | Alfa Romeo Straight-4 | SUD NVQ | MON | BEL | FRA | GBR | HOL | ALE | ITA | USA | MEX | -       | 0     |

### Resum
| Curses: | Victòries: | Pòdiums: | Poles: | Voltes ràpides: | Punts: |
| ------- | ---------- | -------- | ------ | --------------- | ------ |
| 1       | 0          | 0        | 0      | 0               | 0      |